# مؤشر الرقابة
مؤشر الرقابة (بالإنجليزية: Index on Censorship)‏ هي مُنظمة متخصصة بالرقابة على حرية التعبير في العالم. وهي تُنتج مجلة لها بنفس الاسم من لندن.

## وصلات خارجية
- الموقع الرسمي